# Azteca delpini
Azteca delpini är en myrart som beskrevs av Carlo Emery 1893. Azteca delpini ingår i släktet Azteca och familjen myror.

## Underarter
Arten delas in i följande underarter:
- A. d. antillana
- A. d. delpini
- A. d. trinidadensis